# إف في 107 سكيميتار

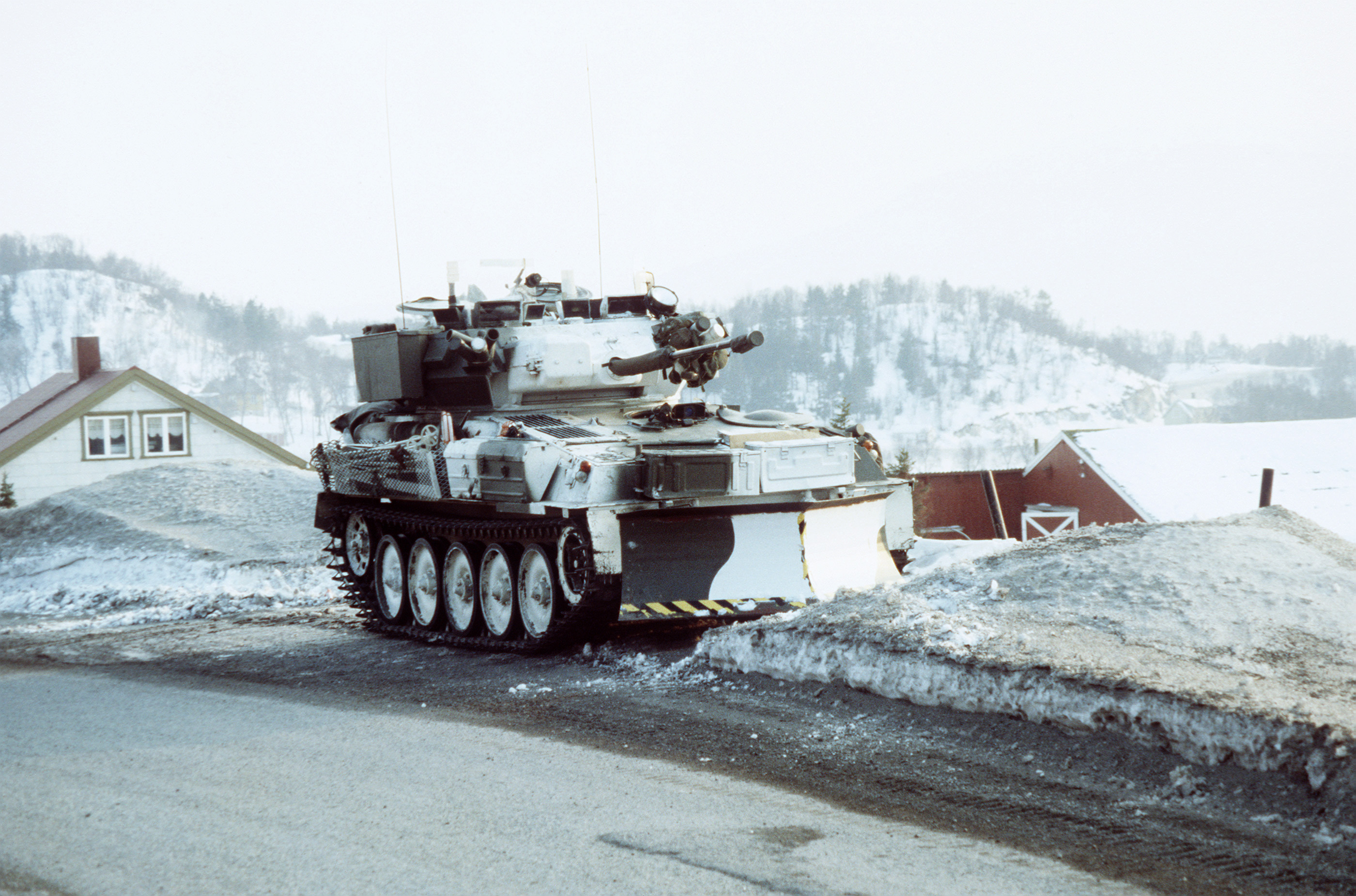
السيف في القطب الشمالي في عام 1987.

السيف اف-في 107 (FV107 Scimitar) هي مركبة استطلاع عسكرية مجنزرة مدرعة (تُصنف أحيانًا على أنها دبابة خفيفة) كانت تُستخدم سابقًا من قبل الجيش البريطاني، حتى خرجت من الخدمة الفعلية في أبريل 2023.  تم تصنيعه بواسطة شركة ألفيس في مدينة كوفنتري. المركبة مُشابه جدًا لـمركبة «العقرب» (إف في 101 سكوربيون)، ولكن الفرق هو إستخدام مدفع بسرعة عالية 30 مم بدلاً من مدفع 76 مم. تم إصدارها للأفواج المدرعة التابعة للفيلق الملكي كمركبة استطلاع.

## المستخدمون

### المستخدمون الحاليون

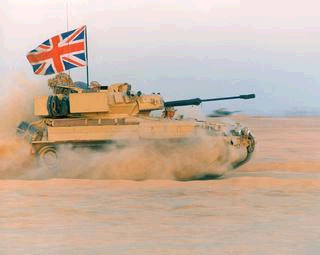
السيف في تمويه صحراوي

- لاتفيا – 123 وِحدة

- أوكرانيا – 23 وِحدة

### المستخدمون السابقون
- المملكة المتحدة – 325 وحدة [2]

- بلجيكا – 153 وحدة،[3] تم سحبها من الخدمة الفعلية في عام 2004.[4]